# Inviolata
Inviolata – XI-wieczna pieśń łacińska opiewająca niepokalaność Maryi, śpiewana w liturgii Kościoła katolickiego.

## Tekst łaciński
Inviolata, integra, et casta es Maria,

quae es effecta fulgida caeli porta.

O Mater alma Christi carissima,

suscipe pia laudum praeconia.

Te nunc flagitant devota corda et ora,

nostra ut pura pectora sint et corpora.

Tu per precata dulcisona,

nobis concedas veniam per saecula.

O benigna! O Regina! O Maria,

quae sola inviolata permansisti.